# Anton Schifferer

Anton Schifferer

Anton Schifferer (* 12. September 1871 in Kiel; † 20. Juli 1943 in Charlottenhof) war ein deutscher Unternehmer und Politiker.

## Leben
Schifferer wurde als Sohn eines Gutsbesitzers und Brauereibesitzers aus dem Kreis Eckernförde geboren. Nach dem Besuch des Gymnasiums war Schifferer auf dem Gut Charlottenhof, dem Gut seiner Eltern bei Kiel, tätig. Danach gehörte er als Rittmeister eine Weile der Reichswehr an. 1896 übernahm er die Leitung der väterlichen Brauerei und wurde nach deren Umwandlung in eine Aktiengesellschaft Aufsichtsratsvorsitzender der Schultheiss-Brauerei. Von 1906 bis 1908 studierte Schifferer Nationalökonomie. Später studierte er Naturwissenschaften an der Christian-Albrechts-Universität zu Kiel, der Ludwig-Maximilians-Universität München und der Landwirtschaftlichen Akademie Weihenstephan. Seit 1890 gehörte er dem Corps Franconia München an.
Schifferer wurde zum Dr. phil. promoviert und erhielt 1925 den Titel eines Dr. med. h. c. durch die Medizinische Fakultät der Universität Kiel. Danach übernahm er die Bewirtschaftung von Charlottenhof. Schifferer heiratete einmal. Aus der Ehe ging mindestens ein Sohn, Anton Schifferer (* 1898), hervor.
Von 1908 bis 1918 saß Schifferer für die Nationalliberale Partei im Preußischen Abgeordnetenhaus, wo er den Wahlkreis Tondern vertrat. 1919 wurde er Mitglied der Deutschen Volkspartei (DVP). Für diese amtierte er zeitweise als Vorsitzender des DVP-Verbandes in Schleswig-Holstein. Außerdem gehörte er dem Provinziallandtag Schleswig-Holstein an. Daneben war Schifferer von 1921 bis 1933 Bevollmächtigter der Provinz Schleswig-Holstein zum Reichsrat und Vorsitzer des Kreiskriegerbundes in seiner Heimat. Ferner war er Begründer der Schleswig-Holsteinischen Universitäts-Gesellschaft und Aufsichtsratsmitglied in mehreren Unternehmen, namentlich Brauereien und der AG für Glasindustrie, vormals Friedrich Siemens Dresden.
Bei der Reichstagswahl 1930 wurde Schifferer als Kandidat der DVP für den Wahlkreis 13 (Schleswig-Holstein) in den Reichstag (Weimarer Republik) gewählt, dem er bis zum Juli 1932 angehörte. 1933 wurde Schifferer von dem nationalsozialistischen Ministerpräsidenten Hermann Göring zum Preußischen Staatsrat ernannt, was er bis 1943 blieb.

## Nachlass
Schifferers Nachlass lagert, gegliedert in zwei Teilnachlässe, im Bundesarchiv in Koblenz und im Landesarchiv Schleswig. Der Nachlass im Bundesarchiv umfasst Gutachten und Schriftwechsel zur Geschichte des Deutschen Reichs 1915/1916 (Wirtschafts- und Polenpolitik, Kriegszielfrage, Denkschriften zum U-Boot-Krieg, Schriftwechsel mit Persönlichkeiten wie Matthias Erzberger, Theobald von Bethmann Hollweg, Paul Fuhrmann und Erich Ludendorff). Der Schleswiger Nachlass besitzt einen Umfang von 12,5 laufenden Regalmetern und enthält persönliche Papiere, politische Korrespondenzen (u. a. über Schifferers Tätigkeit beim Reichsrat und die Vertretung schleswig-holsteinischer Interessen in Berlin).

## Schriften
- Praktische Mälzerei- und Brauereibetriebskontrolle, 1911.
- Deutsche Kulturarbeit in Schleswig-Holstein. Vortrag gehalten am 22. Juni 1925 auf dem Bierabend bei dem Herrn Reichsbankpräsidenten Schacht von dem Bevollmächtigten zum Reichsrat Schifferer, Charlottenhof, Berlin 1925.